# Hiroshi Katsuno
Hiroshi Katsuno (勝野 洋, Katsuno Hiroshi), né le 27 juillet 1949 à Kumamoto est un acteur de cinéma et de séries TV japonais.

## Filmographie sélective

### Cinéma
- 1978 : Yoru ga kuzureta (夜が崩れた?) de Masahisa Sadanaga : Oki
- 1978 : Inubue (犬笛?) de Sadao Nakajima
- 1978 : Burū Kurisumasu (ブルークリスマス, Burū kurisumasu?) de Kihachi Okamoto
- 1980 : Nippon keishi-chō no haji to iwareta futari: Keiji chindōchū (ニッポン警視庁の恥といわれた二人 刑事珍道中?) de Kōsei Saitō
- 1980 : Cataclysme force 7.9 (地震列島, Jishin rettō?) de Kenjirō Ōmori
- 1982 : Yogoreta eiyū (汚れた英雄?) de Haruki Kadokawa
- 1983 : Shōsetsu Yoshida gakko (小説吉田学校?) de Shirō Moritani
- 1984 : F2 Grand Prix (F2グランプリ, F2 guranpuri?) de Tsugunobu Kotani
- 1984 : Chī-chan gomen ne (チーちゃんごめんね?) de Katsumi Nishikawa
- 1986 : Ōoku jū hakkei (大奥十八景?) de Norifumi Suzuki
- 1993 : Haruka, nosutarujii (はるか、ノスタルジィ?) de Nobuhiko Ōbayashi
- 1998 : Kaze no uta ga kikitai (風の歌が聴きたい?) de Nobuhiko Ōbayashi
- 2000 : Yodogawa Nagaharu monogatari: Kōbe hen sainara (淀川長治物語・神戸篇 サイナラ?) de Nobuhiko Ōbayashi
- 2000 : Nagasaki burabura bushi (長崎ぶらぶら節?) de Yukio Fukamachi
- 2004 : Izo (イゾウ?) de Takashi Miike
- 2005 : Les Hommes du Yamato (男達の大和, Otokotachi no Yamato?) de Jun'ya Satō
- 2006 : Sun Scarred (太陽の傷, Taiyō no kizu?) de Takashi Miike
- 2006 : Kaze no daddu (風のダドゥ?) de Shin'ichi Nakada
- 2006 : Umi de no hanashi (海でのはなし。?) de Ellie Ōmiya
- 2007 : Kamikaze : Assaut dans le Pacifique (俺は、君のためにこそ死ににいく, Ore wa, kimi no tame ni koso shini ni iku?) de Taku Shinjō
- 2008 : Jirōchō sangokushi (次郎長三国志?) de Masahiko Tsugawa
- 2009 : Rookies: Sotsugyō (Rｏｏｋｉｅｓ－卒業－?) de Yūichiro Hirakawa
- 2012 : Aokigahara (青木ヶ原?) de Taku Shinjō
- 2014 : Kuime (喰女 -クイメ-?) de Takashi Miike

### Télévision
- 1974 - 1976 : Taiyō ni hoero! (太陽にほえろ!?) (série TV)